# Ercole amante
Ercole amante (en español, Hércules enamorado) es una ópera de Francesco Cavalli estrenada el 7 de febrero de 1662 en la Salle des Machines junto al Palacio de las Tullerías de París, un teatro construido para la ocasión por el arquitecto italiano Gaspare Vigarani, con capacidad para unas 7.000 personas.
El libretista Francesco Buti escribió el libreto de esta ópera compuesta de un prólogo y cinco actos.

## Historia

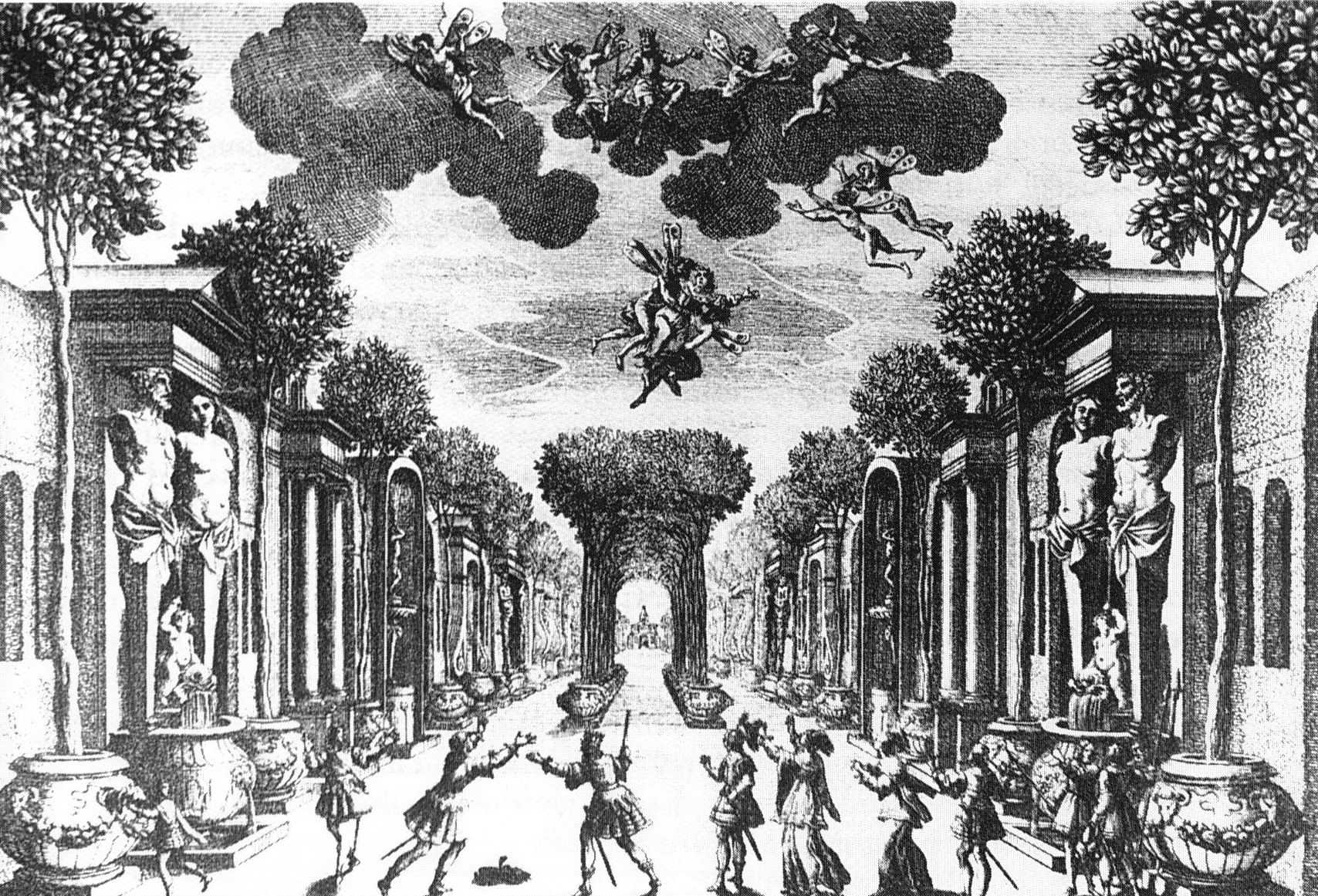
Dibujo del montaje de Carlo Vigarani (escena 1ª del III acto), en 1662.

Basado en Las traquinias, de Sófocles, y el Libro IX de Las metamorfosis, de Ovidio, fue un encargo del cardenal Mazarino para la celebración de la boda del rey Luis XIV de Francia y la princesa española María Teresa de Austria. Esta boda se celebró el 9 de junio de 1660, pero la gran preparación de la producción dio lugar a grandes retrasos en la ópera, por lo que ésta sería estrenada dos años después.
En la representación se insertó un elaborado ballet de cour compuesto por Jean-Baptiste Lully, cuyas danzas se interpretaron entre los diversos actos y especialmente al final, y que contó con la participación del propio rey.
Ercole amante era el espectáculo más grandioso concebido en Europa hasta entonces, y tenía una elaborada participación coral y orquestal, ballets interpretados por miembros de la corte y, especialmente, una sofisticada maquinaria que incluía, entre otras cosas, un brazo mecánico que podía soportar y desplazar a un grupo de más de 50 bailarines.
El cardenal Mazarino, italiano de nacimiento, fue un gran impulsor de la cultura italiana desde el ámbito de la política francesa, y tuvo interés en rodearse de músicos, artistas y cantantes italianos, como la cantante Leonora Baroni, el castrato Atto Melani, el ingeniero y arquitecto Giacomo Torelli y los compositores Luigi Rossi, Francesco Sacrati y Carlo Caproli.
Durante los años en los que el cardenal Mazarino fue primer ministro de Francia se sucedieron una serie de representaciones de ópera italiana; entre ellas, Ercole amante.
La ópera fue un encargo de Mazarino para la boda real. En un primer momento, Cavalli rechazó la oferta, pero aceptó cuando le ofrecieron una suma mayor. Se hizo contrato también con Gaspare Vigarani y sus hijos, con el fin de que realizaran el diseño de diversas máquinas para la producción; y se contó además con el arquitecto Luis Le Vau y con el diseñador Noël Coypel.
El retraso del estreno se debió a que la sala no estaba terminada, y se representó en cambio otra obra de Cavalli: Il Xerse, que se había estrenado en Venecia y cuya estructura hubo de ser alterada para adaptarse al gusto francés. De tres actos pasa a cinco y se insertan un total de seis ballets compuestos por Lully.
Ercole amante fue estrenada el 7 de febrero de 1662. La reina ya estaba embarazada y el rey participó como bailarín.
En el estreno, la obra no fue bien acogida por el público. La inmensidad de la Sala de Máquinas no proporcionaba una buena acústica, y la corte francesa no mostró atención por un espectáculo de ese tipo. El ballet, y, sobre todo, el ballet de cour, en el que tomaban parte personajes de la nobleza y hasta el propio rey, era la manera preferida de entretenimiento. Además, el libreto estaba en italiano y no había sido traducido al francés, de modo que, tal como recoge Aélaïde de Place, el público empezó a hablar prestando más atención a la maquinaria y al ballet de Lully.

## Personajes
| Personaje                               | Tipo de voz       | Cantante en el estreno (1662)                                              |
| --------------------------------------- | ----------------- | -------------------------------------------------------------------------- |
| La Bellezza (La Belleza o Hebe)         | soprano           | Anne de La Barre, que representaba también a la Sombra de la reina Clerica |
| Cinzia (Diana)                          | soprano castrato  | Giuseppe Meloni                                                            |
| Deianira (Deyanira), esposa de Hércules | soprano           | Leonora Ballarini                                                          |
| Ercole (Hércules)                       | bajo              | Vincenzo Piccini                                                           |
| Euryto (Éurito)                         | bajo              | Paolo Bordigoni, que representaba también a Neptuno                        |
| Giunone (Juno)                          | soprano castrato  | Antonio Rivani                                                             |
| Hyllo (Hilo), hijo de Hércules          | tenor             | Giuseppe Agostino Poncelli                                                 |
| Iole (Íole)                             | soprano           | Anna Bergerotti                                                            |
| Licco (Licas)                           | alto castrato     | Giuseppe Chiarini                                                          |
| Mercurio                                | tenor             | Signor Tagliavacca                                                         |
| Nettuno (Neptuno)                       | bajo              | Paolo Bordigoni, que representaba también a la Sombra de Éurito            |
| Un Paggio (un paje)                     | soprano           |                                                                            |
| Pasitea (Pasítea), esposa del Sueño     | soprano           | Signora Bordoni                                                            |
| Sombra de Busiris                       | alto castrato     | Signor Zanetto                                                             |
| Sombra de la reina Clerica              | soprano           | Anne de La Barre, que representaba también a la Belleza                    |
| Sombra de Laomedonte                    | tenor             | Signor Vulpio                                                              |
| El Sueño (Hipno)                        | personaje silente |                                                                            |
| Tevere (El Tíber)                       | bajo              | Signor Beauchamps                                                          |
| Venere (Venus)                          | soprano           | Hylaire Dupuis                                                             |
| Las Gracias (Cárites)                   |                   | Ribera, Meloni, Zanetto                                                    |

## Libreto
Escrita por el poeta y libretista italiano Francesco Buti, la historia está basada en el libro IX de Las metamorfosis, de Ovidio, y en  Las Traquinias, de Sófocles.
El libreto de Ercole amante consta de un prólogo y cinco actos, cada uno dividido en diferentes escenas.
La temática mitológica en la ópera hace posible la interpretación alegórica: Hércules representa a Luis XIV; y la Belleza, a María Teresa de Austria. El mismo prólogo de la ópera hace referencia a ello.
Algunas de las diferencias entre el argumento de la ópera y las obras en las que se basa son las siguientes:
- En Las Metamorfosis y en Las Traquinias, es Licas quien entrega a Hércules la túnica envenenada; en la ópera, es Íole quien se la entrega.

- En la obra de Sófocles, Deyanira se suicida por haber provocado la muerte de Hércules; y este pide que lo maten para librarse del dolor que lo consume, y pide a su hijo que tome a Íole por esposa.

- Francesco Buti agrega el conflicto entre Venus y Juno: la primera, como defensora del amor de Íole y Hércules; Juno, como defensora del matrimonio de Hércules y Deyanira.

## Sinopsis

### Prólogo
Diana y el coro de los ríos, entre ellos el Tíber, proclaman el matrimonio entre Luis XIV, rey de Francia, y María Teresa de Austria, infanta de España, que son testigos de la gloria de Francia y de su suerte.
Diana compara a Hércules y a su esposa, la Belleza, con el matrimonio: después de todos los triunfos guerreros, no hay recompensa más espléndida que el gozo tranquilo de la belleza y el amor.

### Acto I
La escena representa un paisaje, fuera de la ciudad de Ecalia, con árboles a ambos lados del conjunto.
- Escena 1. Hércules se lamenta del amor que siente por Íole, que no es correspondido. Cupido se ha cruzado en el camino de Hércules, y este siente un amor que no llega a entender.
- Escena 2. Venus y las Gracias descienden del cielo. Venus, al ver la tristeza de Hércules, le dice que ella le ayudará a vencer la resistencia de Íole, y así él será feliz. Hércules se siente agradecido.
- Escena 3. Juno, oculta entre las nubes, se hace visible. Se siente ofendida por lo que acaba de oír, considera que el amor robado no trae la felicidad.  Está dispuesta a buscar una solución y para ello viaja a la cueva del sueño.

### Acto II
En el patio del palacio real.
- Escena 1. Íole y el hijo de Hércules y Deyanira, Hilo, se declaran su amor, aunque Íole teme que Hércules le ponga fin.
- Escena 2. Enviado por Hércules, interrumpe la conversación un paje que le pide a Íole que lo acompañe dando un paseo por el jardín. Íole siente que no puede negarse y acepta la invitación como si fuese un mandato.
- Escena 3. El paje, que se ha dado cuenta del amor de Íole y el hijo de Hércules, se pregunta qué es eso que llaman amor, que le da pocas alegrías y muchos tormentos, y, sin embargo, todo el mundo adora.
- Escena 4. Licas y el paje se encuentran. Licas intenta enterarse de todo lo que pueda, como que Íole y Hércules se van a ver en el jardín de las flores. Además, el paje le informa del amor de Íole y el hijo de Hércules, de la aversión de Íole a Hércules y del amor de Hércules a Íole. Hércules mató al padre de Íole, Éurito, al no cumplir este su promesa de casar a su hija con quien venciera a sus hijos en el tiro con arco.
- Escena 5. Deyanira tiene por Licas noticias del amor de Hilo y de Hércules por Íole. Está triste porque el amor entre ella y Hércules se acaba, y además recuerda que los sentimientos de él pueden ser violentos, que ya mató a sus primeros hijos. Licas advierte el miedo de Deyanira y la insta a aguantar lo que venga.
- Escena 6. En la cueva del Sueño, este, su esposa (Pasitea) y el coro están embriagados por la tranquilidad que se respira, por la magia del olvido.
- Escena 7. Juno llega a la cueva del Sueño y conversa con Pasitea, cuya ayuda requiere para evitar el engaño de Venus.

### Acto III
En un jardín.
- Escena 1. Hércules y Venus conversan sobre el placer que está por venir, el placer del amor, no importa si es por engaño o por consentimiento.
- Escena 2. El paje dice a Hércules que Íole irá a visitarlo, que es la cita que le mandó Hércules que arreglara, pero también le dice que ella quiere a Hilo. Hércules, lleno de sorpresa, no termina de creérselo.
- Escena 3. Ya con Íole, Hércules le muestra su amor. Íole le responde que, por parte de ella, más ha de haber temor que amor, puesto que él mató al padre de ella. Hércules intenta disculparse diciendo haber sido víctima de sus impulsos, y, como Íole dice que fue ella quien hizo que su padre rompiese la promesa de casarla con quien venciera a sus hijos,[19] arguye que fue ella quien lo mató. Íole siente una atracción repentina por Hércules, y no entiende lo que le pasa. Hilo no puede creer lo que oye, se siente engañado y está decidido a buscar la muerte.
- Escena 4. Íole se lamenta de sus palabras, pero no puede negar que está enamorada de Hércules. En ese momento, él quiere hacerle prometer que será su esposa.
- Escena 5. Llega Juno con el Sueño, y Hércules cae dormido. Íole ha sido librada por Juno del hechizo de Venus.
- Escena 6. Ya repuesta, Íole, en venganza, se dispone a dar muerte a Hércules, pero la detiene Hilo.
- Escena 7. Mercurio despierta a Hércules. Al ver a Hilo con una espada en la mano, Hércules piensa que quiere matarlo, y se dispone a defenderse. Pero a su vez, Íole defiende a Hilo diciendo que si él muere, ella matará a Hércules.
- Escena 8. Hércules no quiere ver a su hijo con vida. Deyanira intenta defenderlo y ahora Hércules quiere que mueran ambos. Íole promete su amor a Hércules si él permite que Hilo siga vivo. Hércules dispone que Deyanira vuelva a su tierra y que Hilo sea encarcelado.
- Escena 9. Deyanira e Hilo, desterrada y encarcelado, se despiden tristemente.
- Escena 10. Licas y el paje comentan lo sucedido; en su opinión, todo ha sido dispuesto por el Dios Amor.

### Acto IV
En el mar, junto a la costa, hay una serie de torres, en una de las cuales está prisionero Hilo.
- Escena 1. Hilo se lamenta y piensa que más dulce habría sido la muerte.
- Escena 2. Llega el paje como mensajero y le trae una nota de Íole, que dice que, para salvarle la vida, ella se casará con Hércules.
- Escena 3. Hilo, decidido, salta al mar.
- Escena 4. Juno aparece para rescatar a Hilo, solicitando la ayuda de Neptuno, que no comprende que Hilo quiera morir: aunque su amor no tenga esperanza, quien sufre también puede ser feliz, y un muerto no tiene esa posibilidad.
- Escena 5. Juno e Hilo celebran el rescate.
- Escena 6. En un jardín de cipreses frente a una tumba real, Deyanira y Licas conversan. Ella se lamenta por Hilo, y le pide a Licas que se quede con sus joyas y la entierre en una tumba.
- Escena 7. Llega Íole en medio de un cortejo fúnebre. Íole, con un coro de sacerdotes, invoca a su padre, Éurito, y aparece el fantasma de este. Íole está triste porque ha de rendirse ante Hércules para salvar a Hilo. Deyanira le dice que ha visto a Hilo arrojándose al mar, y que está muerto. Íole, que no lo sabía, se lamenta y piensa que ella ha de seguir el mismo camino. Licas dice que lo mejor es que Hércules vuelva a amar a Deyanira, que recuerda la capa de Neso y sus palabras: tan pronto como Heracles se ponga la capa, volverá a quererla. Si eso es posible, tal vez no haya muerto Hilo. Así, los tres vislumbran un rayo de esperanza.

### Acto V
En el infierno.
- Escena 1. Los fantasmas de Éurito, Clerica, Laomedonte y Busiris, junto al coro de ánimas, piden venganza por todo lo que ha hecho Hércules, un hombre cruel que, como tal, ha de morir. Debe pagar con sus propios sufrimientos.
- Escena 2. En un templo dedicado a Juno, Hércules es feliz por haber obtenido el amor de Íole. El coro pide a Juno que bendiga la unión. Hércules se coloca la capa entregada por Íole para consagrar la unión, y es entonces cuando empieza a sentir un dolor que empieza a matarlo.[3][20]
- Escena 3. Deyanira se da cuenta del engaño de Neso y del crimen involuntario de ella. En ese momento quiere morir, pero ve llegar a Hilo, que, ante el asombro de todos, cuenta que Juno lo ha salvado del mar, y participa de la pena por la muerte de su padre. Todos están tristes porque “el sol ha dejado de brillar con él”.
- Escena 4. Acompañada por la Concordia, Juno desciende del cielo y les dice que Hércules se ha casado con la Belleza. Han de secar sus lágrimas y ser felices. Todos sienten una gran alegría al conocer la noticia. El cielo lo ha dispuesto todo y es el amor correspondido el que siempre gana.
- Escena 5. Hércules y la Belleza aparecen juntos mostrando su alegría. Ambos cantan como un Hércules francés (Luis XIV) y una Belleza ibérica (María Teresa); disfrutarán de la felicidad y de la alegría. Todo termina con gran regocijo.

## Análisis musical
Tal como sugiere Martha Novák, destacan los magníficos coros y una orquestación más rica. La orquesta, de tres partes se amplía a cinco, algo común en la ópera italiana. Los coros son a cuatro, seis y ocho voces.
Podemos decir que muchas de las características que poseen las tragédies en musique de Lully, ya están presentes en la ópera de Cavalli:
- Argumentos de carácter serio, de tema mitológico con intervención de los dioses para resolver la trama.[22]
- La interpretación alegórica del argumento, con el fin de glorificar al rey y de hacer referencias a hechos recientes.
- La división de la obra en cinco actos, como en la ópera italiana, en lugar de tres.
- Los efectos escénicos espectaculares, la maquinaria.
- La introducción de danzas en todos los actos, que contribuyen a la representación de la acción, son parte del drama.
- Una mayor presencia de números orquestales, solos o acompañando la acción.
- Una mayor presencia de los coros.

Por otro lado, Cavalli también muestra en esta ópera algunas convenciones presentes en otras óperas venecianas compuestas por él.
- El dúo de amor. Los enamorados del dúo son Íole y el hijo de Hércules y Deyanira: Hilo. Ejemplo: Acto II, escena 1, "Amor ardor più rari".
- La escena del sueño, convención tomada de la comedia del arte. Ejemplo: Acto II, escena 6, Pasitea y el coro cantan dulcemente "Mormorate, fiumicelli" ("Murmurad, arroyuelos") y "Dormi, dormi, o Sonno, dormi" ("Duerme, duerme, oh Sueño, duerme"). Otro ejemplo que lo representa es cuando cae dormido Hércules por la influencia del Sueño, siendo entonces más vulnerable; Juno canta "Sonno potente Nume" ("Soy numen poderosa") - Acto III, escena 5.
- La escena de invocación, precedida por el coro de sacerdotes ("Grandisci, o Re"), Íole canta "E se pur negl´estinti" ("Y si hasta en los muertos") - Acto IV, escena 7. En estas óperas, habitualmente, un personaje apela a las fuerzas sobrenaturales; Íole invoca a su padre para que resuelva la situación, lo que da lugar a la aparición del fantasma del padre y a una escena de ultratumba - Acto V, escena 1.
- Aria de lamento. Ejemplo: Acto II, escena 5, Deyanira hace un recitativo y después entona un lamento al saber del amor de Hércules a Íole, "Misera: ohimé ch´ascolto?" ("¡Mísera!, ¡ay de mí!: ¿qué oigo?"), caracterizado por el uso de un intervalo de cuarta descendente.

Otra serie de características que reafirman las ya citadas y las amplían son las siguientes:
- Arias escritas en su mayoría en compás ternario.[25] Algunas terminan con un ritornello, y puede haber cambio de compás. Son arias con predominio de un estilo silábico.[26]
- Dúos habitualmente en compás ternario y un estilo ligeramente imitativo.[27] Ejemplo: Acto 1, escena 2, Venus y Hércules cantan "Fugano a vol" ("Huyan volando").
- Lamentos, en compás ternario, con un ostinato y cromatismos. El ejemplo citado antes contiene estos rasgos.
- Una escritura coral más extensa, si se compara con otras óperas, en las que los coros aparecen de forma breve o son inexistentes. Recordemos que fue compuesta para una boda real. Ejemplo: los coros a 8 partes del Prólogo y el coro de las almas muertas - en el acto V, escena 1 - en estilo imitativo, "Pera mora il cruel" "Que perezca el cruel".
- Ritornelli orquestales, que pueden aparecer antes o después de cada una de las estrofas de las arias.
- Sinfonías,[28] al principio de la ópera y al principio de los actos, en compás binario.
- La orquestación es a cinco partes, aunque en otras óperas utiliza una orquestación a tres.
- Cavalli pudo utilizar instrumentos de viento en esta ópera. Teniendo en cuenta que era para una celebración real y que en Francia había grupo de viento y percusión en las caballerizas, pudo incluir alguno.

## El ballet
El importante papel que representan los ballets dentro de la cultura francesa influye favorablemente en su empleo en representaciones en un género como la ópera. En el momento del estreno, Ercole amante fue presentada al público con la incursión de una serie de 18 entrées de ballet compuestos por Lully y por Isaac de Benserade.
Su interpretación estaba diseñada para realizarse en momentos concretos de cada uno de los actos de la ópera, y se extendía desde la entrée n.º 9 hasta la n.º 18 el llamado Ballet de los Planetas, cuya duración puede llegar a constituir una obra independiente. Según Adélaïde de Place, el mismo rey intervino vestido de sol.

## Reestrenos y recuperación histórica

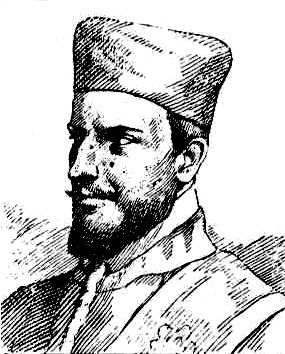
Francesco Cavalli, compositor de Ercole Amante.

Tras el estreno, parece que no hubo una continuidad en la representación de óperas de Cavalli en Francia. A los problemas del estreno se sumaba el rechazo a lo italiano.
La obra fue reestrenada en Londres en 1980, acontecimiento del que se hizo una grabación: Ercole amante, con English Bach Festival Chorus & Baroque Orquestra, dirigidos por Michel Corboz, y con los cantantes Ivonne Minton, Ulrik Cold, Patricia Miller, Felicity Palmer y Keith Lewis (Erato Classics. París. 1981. 3 CD).
Más recientemente, la obra ha sido llevada al vídeo en una producción de la Nederlandse Opera, dirigida en lo musical por Ivor Bolton, y protagonizada por Luca Pisaroni, Verónica Cangemi, Jeremy Ovenden, Anna Maria Panzarella y Anna Bonitatibus (Opus Arte, Ámsterdam, 2010, 2 DVD).
Esta ópera rara vez se representa en la actualidad; en las estadísticas de Operabase aparece con solo 6 representaciones en el período 2005-2010.